# Crocus baytopiorum
Crocus baytopiorum es una especie de planta fanerógama del género Crocus perteneciente a la familia de las Iridaceae. Es originaria de Turquía

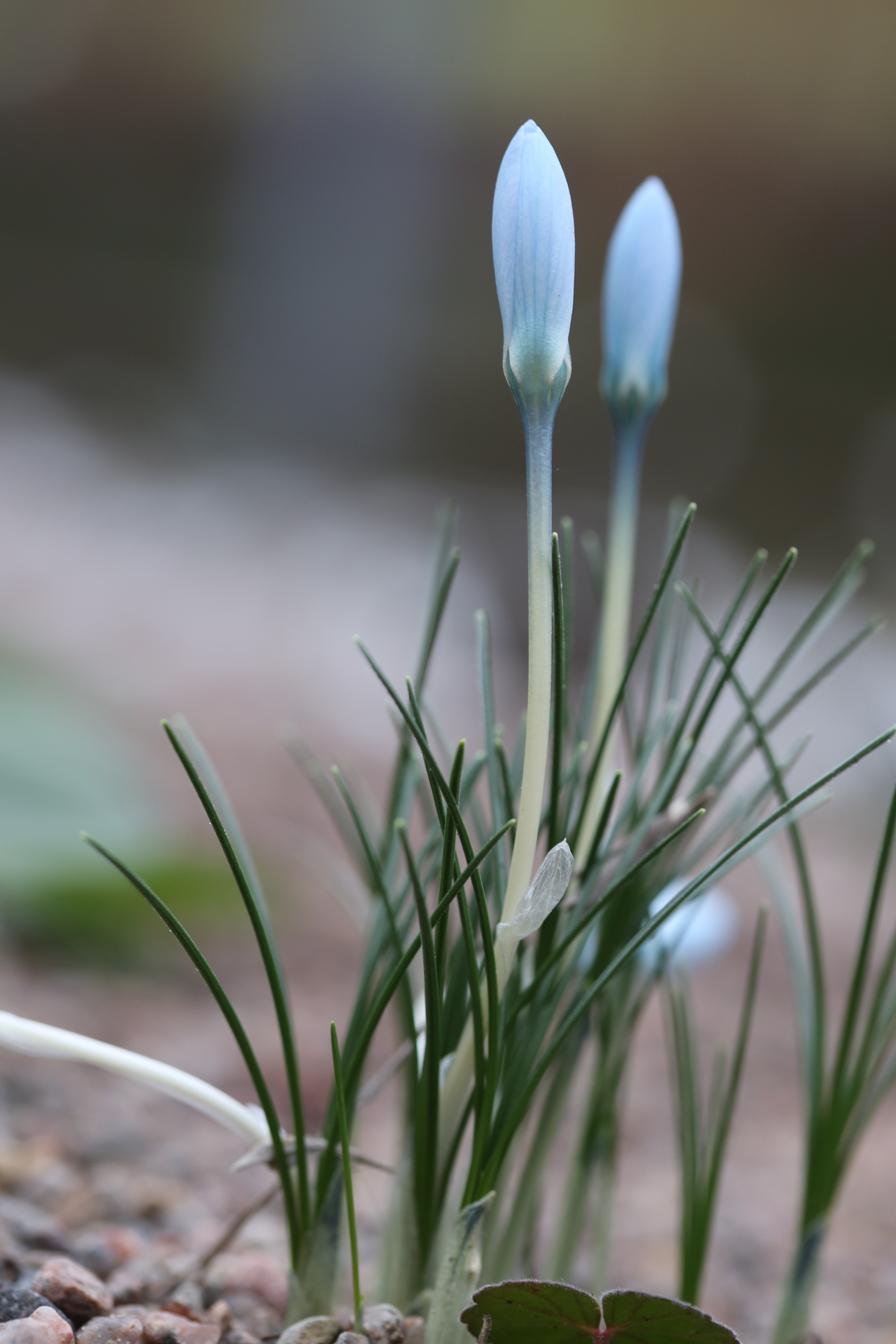
Vista de la planta

## Distribución
Crocus baytopiorum es una especie del suroeste de Turquía donde se produce en un invierno frío cubierto de nieve y un verano fresco. Florece cerca de la nieve de fusión. Las flores son de un tono pálido inusual de color hielo azul, un color muy difícil de fotografiar. La túnica del cormo es fibrosa.

## Taxonomía
Crocus baytopiorum fue descrita por Brian Frederick Mathew y publicado en Kew Bulletin 29: 88. 1974.
Etimología
Crocus: nombre genérico que deriva de la palabra griega:
κρόκος ( krokos ). Esta, a su vez, es probablemente una palabra tomada de una lengua semítica, relacionada con el hebreo כרכום karkom, arameo ܟܟܘܪܟܟܡܡܐ kurkama y árabe كركم kurkum, lo que significa " azafrán "( Crocus sativus ), "azafrán amarillo" o la cúrcuma (ver Curcuma). La palabra en última instancia se remonta al sánscrito kunkumam (कुङ्कुमं) para "azafrán" a menos que sea en sí mismo descendiente de la palabra semita.
baytopiorum: epíteto